# Sonho pré-lúcido

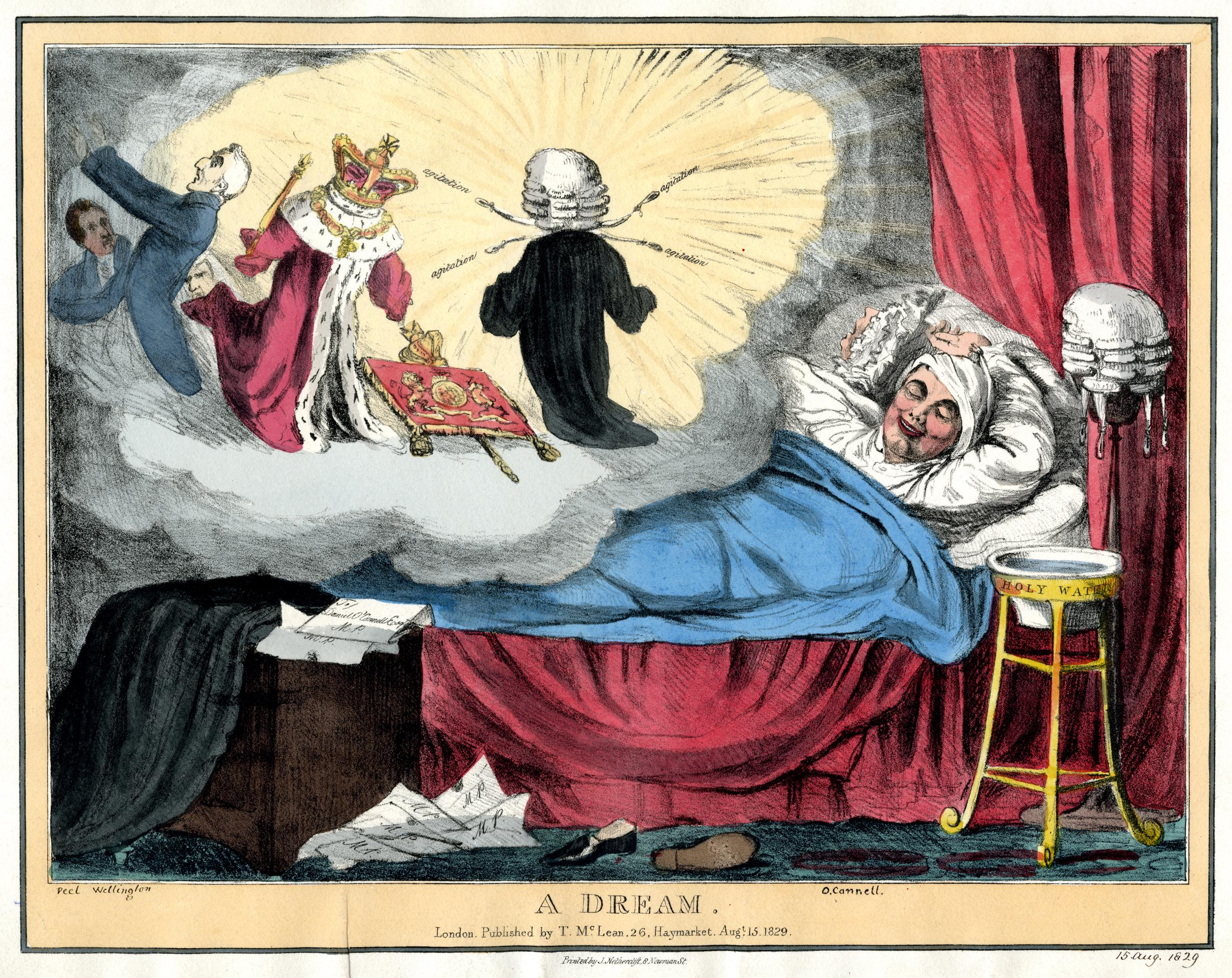
Uma pintura representando Daniel O'Connell sonhando com um confronto com Jorge IV, mostrada dentro de um balão de pensamento.

O sonho pré-lúcido é o estágio inicial da indução do processo de sonho lúcido. Nesta fase, o sonhador considera a questão: “Estou dormindo e sonhando?” O sonhador pode ou não chegar à conclusão correta. Tais experiências podem ocorrer com pessoas que cultivam deliberadamente sonhos lúcidos, mas também podem ocorrer espontaneamente com aqueles sem intenção prévia de atingir a lucidez nos sonhos.
Tanto conceitualmente quanto fenomenologicamente, o sonho pré-lúcido está relacionado ao sonho lúcido e ao falso despertar. Muitas vezes parece que, no momento em que ocorre a um sujeito questionar se ele está sonhando, o sonho é de uma qualidade perceptiva que desafia a inspeção mais detalhada. Isto é particularmente verdadeiro no caso de que tipo de sonho pré-lúcido associado a um 'falso despertar'. Este é um fenômeno que, embora raro, parece acontecer com frequência também em indivíduos que têm sonhos completamente lúcidos. Depois de um sonho lúcido, eles podem ter um sonho subsequente em que eles parecem acordar na cama da maneira normal. Depois de alguma experiência com isso, pode ocorrer-lhes duvidar se estão realmente acordados, e eles podem então examinar seu ambiente na esperança de obter pistas. Às vezes o sonhador percebe que isso ainda é um sonho, e outro sonho lúcido pode se seguir.

## Terminologia
O termo "sonho lúcido" foi cunhado pela primeira vez pelo psicólogo holandês Frederik Willems Van Eeden que introduziu o conceito no dia 22 de abril durante uma reunião realizada pela Sociedade de Pesquisa Psíquica em 1913, mas este fenômeno esteve presente em todos os períodos históricos com alguns descobertas que remontam até mesmo aos escritos de Aristóteles. Stephen LaBerge, psicofisiologista americano, introduziu seu método para investigação fisiológica dos sonhos lúcidos através de sinais oculares na década de 1980 e, desde então, pesquisas mais modernas foram estabelecidas nos estudos do processo de sonhos lúcidos.
O termo "sonho pré-lúcido" foi introduzido pela primeira vez por Celia Green em seu livro de 1968, Lucid Dreams. É preferido ao termo sonho "quase lúcido" pelos seguintes motivos:
- Prioridade histórica: está em uso desde 1968.
- Moeda: foi posteriormente adotado por outros escritores sobre o fenômeno dos sonhos lúcidos, como Stephen LaBerge (1985).
- Clareza: a lucidez nos sonhos pode ser pensada como uma variável dicotômica: a pessoa está ou não consciente de que está sonhando em um determinado momento. Uma vez alcançada a lucidez, ela pode ter vários graus de realização, tanto de uma pessoa para outra quanto de um sonho para outro dentro da mesma pessoa. Por exemplo, a memória de eventos passados na vida desperta pode ser acessível e precisa em maior ou menor grau. Contudo, o simples fato de alguém estar ou não consciente de que está sonhando não admite gradações.[5]

No entanto, o termo "sonho pré-lúcido" parece implicar que um sonho lúcido se seguirá, o que não é necessariamente verdade. O termo "quase lúcido" ajuda a transmitir o aspecto muitas vezes humorístico de "tão perto, mas tão distante" de tais sonhos.

## Sintomas
Durante a transição da vigília para o sono pode ser acompanhada por uma ampla variedade de experiências sensoriais. Os fenômenos mentais que podem ocorrer durante esta fase de "consciência limiar" incluem alucinações hipnagógicas, sonhos lúcidos e paralisia do sono. Estas podem ocorrer em qualquer modalidade, individualmente ou combinadas, é comum a ocorrência de alucinações visuais, que podem variar desde formas geométricas simples a imagens complexas e vívidas..

### Visuais
Entre as características sensoriais das alucinações hipnagógicas (hipnagogia) mais comumente relatadas, e mais pesquisadas, estão os fosfenos, que podem se manifestar como manchas, linhas ou padrões geométricos aparentemente aleatórios, incluindo constantes de forma, ou como imagens figurativas (representacionais). Podem ser monocromáticos ou ricamente coloridos, estáticos ou em movimento, planos ou tridimensionais (oferecendo uma impressão de perspectiva). Imagens representando movimento através de túneis de luz também são relatadas. Imagens individuais são tipicamente fugazes e sujeitas a mudanças muito rápidas. Diz-se que eles diferem dos sonhos propriamente ditos porque as imagens hipnagógicas são geralmente estáticas e carecem de conteúdo narrativo, embora outros entendam o estado mais como uma transição gradual da hipnagogia para sonhos fragmentários e cenas imaginadas. Descrições de visuais hipnagógicos excepcionalmente vívidos e elaborados podem ser encontradas na obra de Marie-Jean-Léon, Marquês d'Hervey de Saint Denys.

### Efeito Tetris
Pessoas que passaram muito tempo em alguma atividade repetitiva antes de dormir, em particular uma que é nova para elas, podem descobrir que ela domina suas imagens à medida que ficam sonolentas, uma tendência apelidada de efeito tetris. Este efeito foi observado até mesmo em amnésicos que, de outra forma, não têm memória da atividade original. Quando a atividade envolve objetos em movimento, como no videogame Tetris, as imagens hipnagógicas correspondentes tendem a ser percebidas como em movimento. O efeito Tetris não se limita às imagens visuais, mas pode manifestar-se em outras modalidades. Por exemplo, Robert Stickgold conta ter experimentado o toque de pedras ao adormecer após escalar uma montanha. Isso também pode ocorrer com pessoas que viajaram em um pequeno barco em mar agitado ou nadaram nas ondas, pouco antes de irem para a cama, e sentem as ondas enquanto adormecem, ou pessoas que passaram o dia como os esquiadores e que continuam a “sentir a neve” sob os pés. Pessoas que passaram muito tempo pulando em uma cama elástica descobrirão que podem sentir o movimento para cima e para baixo antes de dormir. Muitos jogadores de xadrez relatam o fenômeno de ver o tabuleiro de xadrez e as peças durante esse estado. Novos funcionários que trabalham em empregos estressantes e exigentes muitas vezes relatam sentir a experiência de realizar tarefas relacionadas ao trabalho neste período antes de dormir. É comum  a evidências de jogadores de tetris que relataram passar por este estágio.

### Sonoros
As alucinações hipnagógicas são frequentemente auditivas ou possuem um componente auditivo. Assim como os visuais, os sons hipnagógicos variam em intensidade, desde impressões fracas até ruídos altos, como batidas, batidas e estrondos (síndrome da cabeça explosiva). As pessoas podem imaginar seu próprio nome sendo chamado, sacolas amassadas, ruído branco ou uma campainha tocando. Fragmentos de fala imaginada são comuns. Embora normalmente absurdos e fragmentados, esses eventos de fala podem ocasionalmente parecer ao indivíduo comentários adequados sobre – ou resumos – de seus pensamentos no momento. Muitas vezes contêm jogos de palavras, neologismos e nomes inventados. A fala hipnagógica pode se manifestar como a “voz interior” do próprio sujeito ou como as vozes de outras pessoas: pessoas conhecidas ou estranhas. Mais raramente, ouve-se poesia ou música.

### Outras sensações
Foram relatadas sensações gustativas, olfativas e térmicas na hipnagogia, bem como sensações táteis (incluindo aquelas classificadas como parestesia ou formigamento). Às vezes há sinestesia; muitas pessoas relatam ter visto um flash de luz ou alguma outra imagem visual em resposta a um som real. Efeitos proprioceptivos podem ser notados, com dormência e mudanças no tamanho e nas proporções percebidas do corpo. sensações de flutuação ou oscilação como se a cama fosse um barco e experiências fora do corpo. Talvez a experiência mais comum desse tipo seja a sensação de queda, e o espasmo hipnótico associado, encontrado por muitas pessoas, pelo menos ocasionalmente, enquanto adormecem.

### Hipnagogia e sonhos lúcidos
Algumas pessoas tentam propositalmente induzir à hipnagogia para estimular a criatividade. Thomas Edison e Edgar Allan Poe estão entre os criativos que utilizaram esta técnica. Este intrigante estado levemente alucinógeno pode ser usado para ter sonhos lúcidos, permanecendo consciente neles enquanto eles o acalmam. Assim como os sonhos lúcidos, a hipnagogia pode ser guiada e interpretada conscientemente à medida que acontece, forjando uma comunicação bidirecional com a mente inconsciente. Os cientistas associaram o estado hipnagógico a vários estágios do sono: sono NREM, ondas alfa pré-sono, sono REM e vigília relaxada. Existe uma teoria de que a meditação pode permitir que você desenvolva uma habilidade para congelar o processo hipnagógico em estágios cada vez mais avançados, em um lugar escuro, permita-se que seus olhos se fechem naturalmente e observe a escuridão. O objetivo é convencer seu corpo de que vai dormir. O desafio, entretanto, é aquietar a mente apenas o suficiente (sem tagarelice mental), mantendo ao mesmo tempo um fio de consciência. A consciência limiar (comumente chamada de "meio adormecida" ou "meio acordada", ou "mente acordada corpo adormecido") descreve o mesmo estado mental de alguém que está se movendo em direção ao sono ou à vigília, mas ainda não completou a transição. Essas transições são geralmente breves, mas podem ser estendidas por perturbação do sono ou indução deliberada, por exemplo, durante a meditação. A hipnagogia geralmente começa com manchas amorfas de cor movendo-se lentamente pelo campo de visão. Então eles se transformam em padrões mais interessantes. Em seguida, é possível visualizar novas formas de hipnagogia visuais que se formam com complexidade crescente. Neste momento se você disser mentalmente coisas como: “Vou ver um quadrado agora” e depois procurá-lo ativamente. Em algum momento, sua mente sonhadora assume o controle, introduzindo novas imagens além do seu campo de visão e assim começa o sonho lúcido.

### Falsos despertares
Antes mesmos dos sonhos lúcidos, durante um falso despertar 
, quem dorme acredita que está acordado quando na realidade ainda está dormindo. Os falsos despertares geralmente ocorrem durante o sono REM (movimento rápido dos olhos), que é o estágio do sono mais intimamente ligado ao sonho. Embora muitas pessoas possam se identificar com a experiência. É um relato comum em sonhos lúcidos. Pessoas com sonhos lúcidos frequentes também tendem a experimentar taxas mais altas do que o normal de falsos despertares. Às vezes, os dois fenômenos acontecem em conjunto. Um sonho lúcido pode ser encerrado por um falso despertar, e um falso despertar pode preceder um sonho lúcido. Exemplos de cenários comuns de falso despertar relatados por sonhadores lúcidos incluem rotinas matinais e exploração ou perambulação pelo cenário do sonho. Por exemplo, você pode acreditar que está saindo da cama e seguindo sua rotina matinal normal, incluindo tomar café da manhã e arrumar a cama. Perceber detalhes estranhos no seu ambiente pode fazer com que você perceba que, na verdade, ainda está sonhando. Se você não acordar dessa percepção, então o falso despertar se torna um sonho lúcido. Como os sonhos lúcidos e os falsos despertares geralmente ocorrem juntos, eles devem representar um estado mental semelhante. Pessoas que usam táticas para verificar se os eventos são reais ou sonhados, como tentar ler um texto ou olhar no espelho, têm mais probabilidade de entrar em um sonho lúcido após um falso despertar. Esses testes, conhecidos como “verificações de realidade”, também foram propostos como um método para gerenciar a paralisia do sono, exercendo controle sobre o cenário do sonho. 

### Paralisia do sono
Não existe uma maneira única de interromper imediatamente um episódio de paralisia do sono, mas a maioria das pessoas que o vivenciam rotineiramente relatam que focar em pequenos movimentos corporais (como mover um dedo e depois outro) as ajuda a acordar mais rapidamente. Mas alguns sonhadores lúcidos a usam como um método para ter sonhos lúcidos. O sonho lúcido parece consistir na intromissão da consciência desperta nos sonhos e na paralisia do sono das imagens oníricas invadindo a consciência desperta. Alguns onironautas buscam propositalmente induzir a paralisia do sono por meio de técnicas de relaxamento mantendo-se consciente enquanto adormecem, é mais conhecida como técnica WILD (Wake Induced Lucid Dreaming) sonho lúcido induzido pela vigília, na verdade, isso é um passo além da contemplação do estado hipnagógico. Sendo assim ao atingirem a paralisia do sono, procuram criar uma imagem mental usando a criatividade e buscando vivenciá-la lucidamente, isto é, imaginar-se interagindo com a mesma, sem perder a consciência de que está em estado de sonho, muitos onironautas usam mantras. Por exemplo, você pode dizer antes de dormir: "A próxima vez que eu sonhar, quero lembrar que estou sonhando”, ou "Estou sonhando", E logo nos veremos dentro de um sonho lúcido. Um fator importante da transição da paralisia do sono para um sonho lúcido que muitos onironautas dizem é superar o medo, buscando sempre um estado de serenidade para controlar o medo deste estado propriamente dito. Isto é passar voluntariamente do estado de vigília para o estado de sonho, retendo apenas a consciência suficiente para influenciar a ação interior.

## Incubação de sonho lúcido
Um trecho do romance de LaBerge, Explorando o mundo dos sonhos lúcidos, sugere como as etapas a seguir poderiam permitir formular os métodos sobre como gerar um sonho lúcido:
1. Apresente as intenções antes de dormir e recite uma única frase ou pergunta incorporando o assunto com o qual deseja sonhar. Escreva essas intenções ou desenhe uma ilustração que melhor descreva o que você deseja ver e controlar nesses sonhos. “Quando eu sonhar com [a frase], vou lembrar que estou sonhando.”
2. Vá diretamente para a cama depois de desligar todas as luzes e se livrar de todas as coisas que possam se tornar uma distração.
3. Recite suas intenções uma última vez (seja uma imagem ou uma frase) antes de adormecer. Visualize-se sonhando com o assunto e ficando lúcido no sonho. Se houver algo que você queira tentar no sonho, visualize também fazer essas intenções quando ficar lúcido. Medite sobre a frase/intenção de ficar lúcido em um sonho até adormecer. Não deixe que nenhum outro pensamento se interponha entre pensar no assunto e adormecer. Se seus pensamentos se desviarem, basta voltar a pensar na sua frase e induzir a lucidez.
4. Se você conseguir produzir um sonho lúcido, persiga e execute suas intenções enquanto estiver em um sonho lúcido sobre o assunto. Faça a pergunta que deseja fazer, procure maneiras de se expressar, experimente seu novo comportamento ou explore sua situação. Certifique-se de perceber seus sentimentos e estar atento a todos os detalhes do sonho.
5. Quando você atingir seu objetivo, lembre-se de acordar e relembrar o sonho. Quando você obtiver uma resposta satisfatória no sonho, use um dos métodos sugeridos anteriormente neste capítulo para despertar. Anote imediatamente pelo menos a parte do sonho que inclui a sua solução. Mesmo que você ache que o sonho lúcido não respondeu à sua pergunta, quando ele começar a desaparecer, desperte e anote o sonho. Você pode descobrir, após refletir, que sua resposta estava escondida no sonho e você não a viu naquele momento.”[22]

## Variedades
Earl Vickers descreve uma série de aspectos e variantes de sonhos pré-lúcidos ou quase lúcidos: 
- Sinais de sonho mal interpretados: o sonhador percebe pensamentos, objetos ou eventos incongruentes que sugerem que se trata de um sonho, mas desenvolve uma explicação alternativa.
- Testes de sonhos fracassados: experimentos como beliscar-nos ou tentar acender uma luz apenas confirmam a crença equivocada de que estamos definitivamente acordados.
- Sonhos pseudolúcidos: o sonhador percebe que está sonhando, sem perceber que sonhar significa estar deitado na cama, dormindo.
- Sonhos em que você tenta convencer outra pessoa de que ela está sonhando.
- Sonhos não lúcidos sobre sonhar: discutir ou teorizar sobre sonhos, sem ter consciência de que estamos sonhando
- Falsos sonhos de despertar: o sonhador pensa que acordou, mas na verdade ainda está sonhando.[23]